# Jan Guillou
Jan Oskar Sverre Lucien Henri Guillou (/gi'juː/), född 17 januari 1944 i Södertälje, är en svensk författare och journalist. År 1973 blev Guillou rikskänd när han tillsammans med sin kollega Peter Bratt i den så kallade IB-affären avslöjade att det i Sverige fanns en hemlig organisation inom underrättelsetjänsten som riksdagen inte kände till. Då avslöjandena ansågs skada rikets säkerhet dömdes Guillou, Bratt samt deras källa, den tidigare underrättelseagenten Håkan Isacson, till fängelse för spioneri. Dessförinnan hade Guillou skrivit rapporter mot betalning åt KGB, enligt honom själv i syfte att infiltrera organisationen. Guillou hade framgångsrikt lyckats avslöja att CIA arbetade på samma sätt en tid innan, vilket gav stora rubriker.[källa behövs]
Bland Guillous mer kända verk återfinns romanserien om underrättelseofficeren Carl Hamilton, romantrilogin om korsriddaren Arn Magnusson samt den delvis självbiografiska romanen Ondskan om livet på en internatskola.
Guillou är även verksam som kolumnist, på senare år främst i Aftonbladet. Han har i flera omröstningar bland den svenska journalistkåren framröstats som en av Sveriges viktigaste opinionsbildare.

## Biografi

### Uppväxt och utbildning
Guillou är son till Charles Guillou (1922–2020) och Marianne, född Botolfsen (1922–2013). Modern kom från en välbärgad familj och hade genom sin far norskt ursprung, medan Jan Guillous fader var fransman och kom till Sverige som son till handelsattachén vid franska ambassaden i Stockholm. På grund av faderns franska medborgarskap tilldelades Guillou vid födseln franskt medborgarskap. Sedan 1975 är han dock svensk medborgare. Föräldrarna skildes och Charles Guillou avsåg att flytta med sin far, Lucien Guillou (född 1894), till Helsingfors; farfadern hade där fått tjänst som handelsattaché vid franska ambassaden. Modern gifte därefter om sig.
Guillou växte upp under privilegierade förhållanden tillsammans med modern och hennes nye man i Saltsjöbaden och Näsby park utanför Stockholm. Han gick de två första skolåren i folkskola i Norrköping, där hans styvfar hade utsetts till direktör för ett kritbruk, varefter han återvände med familjen till Saltsjöbaden. Efter att ha läst tredje och fjärde klass på Saltsjöbadens Samskola gick han vidare till realskolan Vasa Real i Stockholm, varifrån han dock relegerades på grund av misshandel, stöld och utpressning. Efter detta skickades han till internatskolan Solbacka i Södermanland där han gick 1,5 år och slutade efter 4/5. Han läste sedan vidare som dagelev på internatskolan Viggbyholmsskolan i Täby, där han tog studentexamen på latinlinjens modernspråkliga gren 1964. Han studerade därefter juridik på halvtid i två år.
Guillou uppger att hans styvfar var sadist och dagligen utsatte honom för systematisk misshandel i hemmet. Förhållandet till fadern och tiden på internatskolan Solbacka ligger till grund för Guillous delvis självbiografiska roman Ondskan (1981). Sanningshalten i de självbiografiska inslagen i Ondskan har ifrågasatts av bland andra Guillous mor och hans halvsyster samt några lärare och skolkamrater, vilka menar att Jan Guillou ljuger om sin uppväxt och skoltid. Guillou har dock bemött dessa påståenden i flera sammanhang och även kommenterat det ansträngda förhållandet till sin familj i intervjuer. Den kritiska bok där journalisten Paul Frigyes upprepar vissa av beskyllningarna gällande sanningsenlighet drogs så småningom tillbaka av Norstedts.

### Journalistisk karriär
Guillou inledde sin journalistiska karriär som reporter på tidskriften FIB aktuellt under 1960-talet. Hans tid på denna tidning utgör en del av underlaget för hans satiriska roman Det stora avslöjandet som utkom 1974. Därefter övergick han till att skriva i olika vänster- och solidaritetsrörelsepublikationer, huvudsakligen i Folket i Bild/Kulturfront där Greta Hofsten var chefredaktör. 1973 publicerade han tillsammans med Peter Bratt en serie artiklar om IB, en hemlig del av den svenska militära underrättelsetjänsten. Det gav upphov till IB-affären. För sin roll i avslöjandet dömdes han senare till fängelse för spioneri i 10 månader. 
År 1984 belönades Guillou med Stora Journalistpriset sedan hans TV-reportage i Magazinet bidragit till resning och en friande dom för Keith Cederholm, som 1981 dömts till åtta års fängelse för grov mordbrand.
Mellan 2000 och 2004 var Guillou ordförande i Publicistklubben.

### TV-karriär
Guillou har varit programledare i SVT-programmen Magazinet (1981–1984), Rekordmagazinet (de sista åren tillsammans med Göran Skytte) och Grabbarna på Fagerhult (tillsammans med Leif GW Persson och Pär Lorentzon), samt i Kalla fakta på TV4.
Han medverkade i Git Perssons musikvideo till låten ”Du förför mig”, som tävlade i Melodifestivalen 1986.
I januari 2004 visade TV4 en dokumentärserie i fem delar, Arns rike, om den tid i Sveriges historia under vilken boksviten om Arn Magnusson utspelar sig. I december 2005 visade TV4 dokumentärserien Häxornas tid, som är baserad på Guillous bok Häxornas försvarare. Både han och medförfattaren Henning Mankell spelade sig själva i TV-serien Talismanen, som visades i TV4 under 2003.
Guillou har deltagit i SVT-programmet På spåret två gånger tillsammans med sin fru Ann-Marie Skarp.
Guillou deltog hösten 2020 i Filip och Fredriks frågesportsprogram Alla mot alla tillsammans med journalisten och författaren Alex Schulman.

## Författarskap och förlagsverksamhet
Guillou debuterade som författare 1971 med romanen Om kriget kommer. Hans mest kända böcker är serien om den svenske underrättelseofficeren Carl Hamilton, vars första del, Coq Rouge, utkom 1986. Även en kortare serie om korsriddaren Arn Magnusson, utgiven från 1998, har sålts i stora upplagor. Den delvis självbiografiska romanen Ondskan blev mycket utskälld för sitt våldsamma innehåll när den kom 1981. Bokens verklighetsbakgrund har senare ifrågasatts av både före detta skolkamrater till Guillou och av hans mamma. I romanserien Det stora århundradet, som i tio böcker skildrar 1900-talet, utkom den första boken Brobyggarna 2011. 
Guillou har även författat ett antal fackböcker, bland dem intervjuboken Artister,  reportagesamlingen Reporter, det historiska reportaget Häxornas försvarare och självbiografin Ordets makt och vanmakt.
Guillou lämnade i slutet av 1990-talet Norstedts och grundade år 2000 tillsammans med Sigge Sigfridsson, Liza Marklund samt förläggaren och sambon Ann-Marie Skarp bokförlaget Piratförlaget.

## Åsikter och politiska ställningstaganden

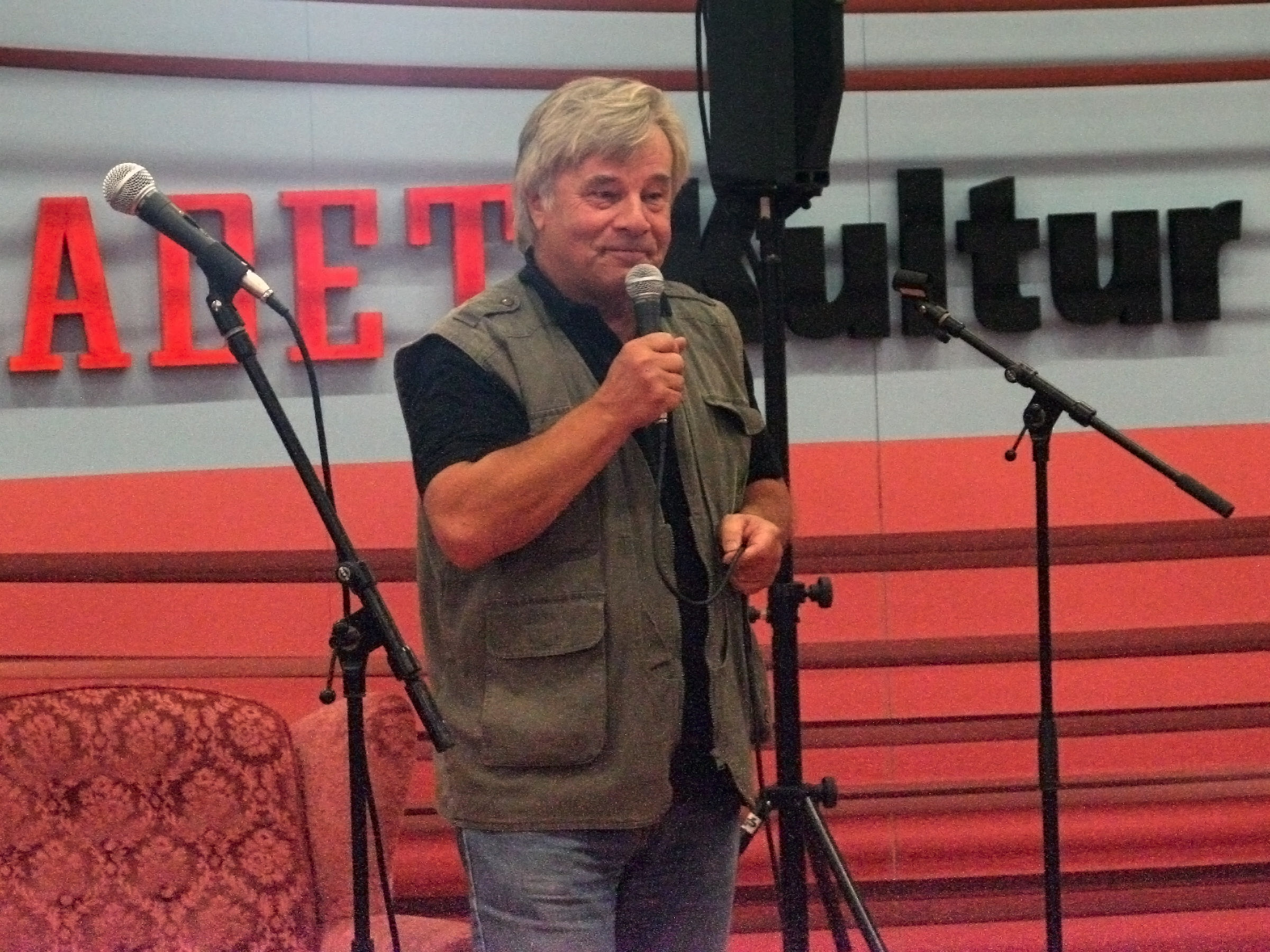
Jan Guillou på Bok- & Biblioteksmässan i Göteborg 2006.

Under 1960- och 1970-talet var Guillou knuten till den maoistiska organisationen Clarté. Han var även under cirka sex månader medlem i det då Clarté närstående Sveriges kommunistiska parti, men uteslöts ur partiet sedan han beslutat att inte betala in den månatliga medlemsavgiften under en tid då han var bosatt utomlands. I dag beskriver han sig endast som socialist.
I slutet av 60-talet hade Jan Guillou kontakter med KGB-officeren Jevgenij Ivanovitj Gergel. Enligt Guillou var syftet att göra ett avslöjande av KGB:s spioneri i Sverige.
År 1977 blev den unge mexikanen Jaime Okosuno gripen i Köpenhamn misstänkt för spionage till förmån för kommunistiska Kuba och han riskerade fängelse och utvisning ifrån Danmark. Guillou for till Köpenhamn för att tala för hans sak.
Guillou har under lång tid engagerat sig i Israel-Palestina-konflikten, där han intagit en tydligt Palestinavänlig och Israelkritisk hållning. Han har beskrivit sionismen som "i grunden rasistisk" och har upprepade gånger liknat staten Israel vid den forna apartheidregimen i Sydafrika. I en debattartikel i Svenska Dagbladet 1977 förklarade han: "Jag är optimist, jag tror att Israel kommer att upphöra att existera före Harmagedon". Guillou har även kritiserat den verksamhet som bedrivs av bland annat Svenska kommittén mot antisemitism. Guillou intervjuades vid ett tillfälle av Ahmed Rami om tidningspressen i Sverige, vilket sedan sändes i Radio Islam; diskussionen kom in på Bonniers och andra företag och Rami fyllde i med att "den judiska pressen" dominerade i Sverige. Guillou betonade senare att han inte varit klar över att Rami tänkte använda intervjun för antisemitiska syften och att han inte var närmare bekant med Radio Islam.
Guillou skriver sedan början av 1990-talet regelbundet kolumner för Aftonbladet. Guillou är välkänd för att föra fram också kontroversiella åsikter. Några frågor han lyft fram är att tillämpningen av de svenska terroristlagarna präglas av rasism mot människor av arabisk härkomst, att allvarligt menade reportage mister sin trovärdighet och därmed sina tittare då "gubbjävlar" som programledare ersätts med "bimbon" och justitiemord på män som anklagats för sexuella övergrepp på barn. Jan Guillou har under många år skrivit om det så kallade styckmordsmålet med allmänläkaren och obducenten. 1988 bevakade Guillou fallet för Aftonbladets räkning. Han har under åren framfört uppfattningen att de två läkarna utsatts för ett justitiemord. Guillou använder ibland uttrycket "Sveriges malligaste morgontidning" i sina krönikor i Aftonbladet, då han syftar på Dagens Nyheter.
Jan Guillou vägrade demonstrativt att delta under en minnesstund för de människor som dödades under terroristattacken i New York den 11 september 2001. "Rent hyckleri" och "osmaklig", kallade Jan Guillou minnesstunden: "USA har dödat tre miljoner i Vietnam och två miljoner i Irak. Dessa fem miljoner döda har inte föranlett så mycket som fem sekunders tystnad på någon bokmässa någonstans."
Guillou stöder dagens upphovsrätt och kritiserar Piratpartiets strävanden: "Alla bokhandlar, även de modernaste nätbokhandlar, skulle upphöra att existera. Ingen skulle trycka böcker. Det vore inte teknisk utveckling utan en kulturell katastrof."
Guillou tog i sin TV-serie Arns rike ställning för den så kallade Västgötaskolan, det vill säga att Sveriges vagga stod i Västergötland och inte i Uppland.
Guillou har ibland under 90-/00-talen uttryckt sig kritiskt om den stora roll som frågor om genus, sexuell läggning och sexuella erfarenheter har fått för att skapa nyheter eller profilera vissa journalister, kändisar och tidningar i offentligheten. Inför publiceringen av sin bok Häxornas försvarare 2002 sade han i en intervju, angående förekomsten av homosexualitet i samhället över tid att: "homosexualitet är mer en modeföreteelse än något man föds till. Det är någonting som har kommit och gått i historien". En del av dessa uttalanden har väckt stark kritik från kolumnister i dagspressen och från RFSL.
Guillou har i Aftonbladet skrivit att Danmark förföljer muslimer genom att ställa dem inför rätta i terroristrättegångar, ett påstående han grundade i de fällande domarna mot fyra svenska muslimer efter terrorplanerna i Köpenhamn 2010. Terrorforskaren Magnus Ranstorp som varit inblandad i flera rättegångar replikerade att Guillous kritik är ogrundad, eftersom det i flera terrormål har funnits frikända såväl som fällda misstänkta. Den före detta operativa chefen för Politiets Efterretningstjeneste Hans Jørgen Bonnichsen som tidigare kritiserat vissa initiativ i terrorbekämpningen hävdade att terrormisstänkta får en rättvis prövning i domstolarna och att han "i bakgrund av det stora fokuset på högerextremister hade svårt att se att det förekom en hets mot muslimer i samhället".

## Samröre med KGB
Den 23 oktober 2009 publicerades uppgifter i Expressen om att Guillou mellan 1967 och 1972 ”utfört uppdrag” åt KGB. Uppgifterna härstammade från Säpo och bekräftades delvis av Guillou. Uppdragen handlade enligt Säpo om att han skrivit någon artikel ”på basis av redan publicerade öppna nyheter”, i vilket de inte kunde ”se något brottsligt”. Motivet var enligt Guillou att som journalist försöka infiltrera den sovjetiska säkerhetstjänsten. Vid två tillfällen tog Guillou emot pengar i utbyte mot rapporter.
Enligt Guillou själv avbröt han kontakten med KGB 1972 eftersom den inte hade lett till några upptäckter och för att han då hade inlett granskningen av IB. Säpo fick tipset om samröret med KGB av Guillous kollega Arne Lemberg. Säpo var emellertid försiktiga med att lita på Lembergs uppgifter och menade i ett PM från 1967 att det han berättade nog oftast ”bottnade i tro”. Expressens reporter Mikael Ölander har sagt att det han personligen tycker är bland det mest intressanta är att Säpo använt ”de här lösa uppgifterna” för att få tillstånd till en telefonavlyssning 1973 som egentligen var olaglig.
Pressombudsmannen var i en utredning kritisk mot Expressens publicering och menade bland annat att rubriken ”Jan Guillou hemlig agent åt Sovjet” saknade täckning. Publiceringen friades dock av Pressens opinionsnämnd med motiveringen att orden i rubrikerna och på löpsedlarna inte har ”någon helt klar innebörd”, att artikelserien som helhet var ”i huvudsak korrekt” och att Guillou fått gott om plats att ge sin version.

## Familj och privatliv

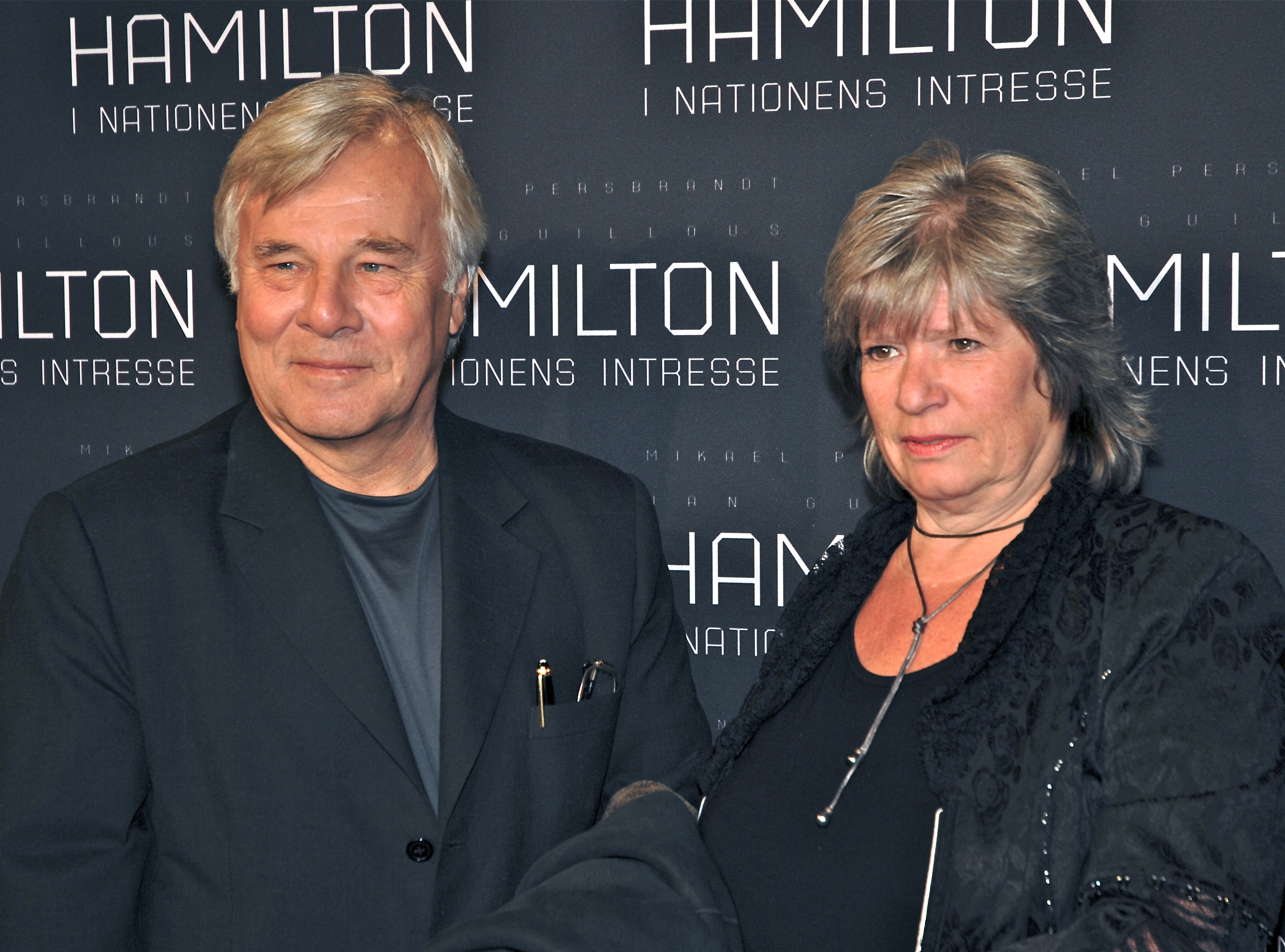
Jan Guillou och Ann-Marie Skarp på galapremiären av Hamilton – I nationens intresse i Stockholm den 9 januari 2012.

Jan Guillou var tidigare sambo med författaren och översättaren Marina Stagh, med vilken han har sonen Dan (född 16 oktober 1970) och dottern Ann-Linn (född 14 januari 1972). Han gifte sig efter långvarigt samboende med förläggaren Ann-Marie Skarp den 14 maj 2010 i en borgerlig vigsel vid Varnhems klosterkyrka i Västergötland. Han är bosatt på Östermalm i Stockholm och på gården Flybo i Börstils socken, Östhammars kommun i norra Roslagen.
Han driver flera bolag inom mediebranschen:
- Achilleus Art o Media Aktiebolag
- Palco Media Aktiebolag
- Piratförlaget Holding AB/Piratförlaget Aktiebolag

### Romaner om Carl Hamilton
- 1986 – Coq Rouge – berättelsen om en svensk spion
- 1987 – Den demokratiske terroristen
- 1988 – I nationens intresse
- 1989 – Fiendens fiende
- 1990 – Den hedervärde mördaren
- 1991 – Vendetta
- 1992 – Ingen mans land
- 1993 – Den enda segern
- 1994 – I hennes majestäts tjänst
- 1995 – En medborgare höjd över varje misstanke

Fristående fortsättning
- 1995 – Hamlon – en skiss till en möjlig fortsättning
- 2006 – Madame Terror
- 2008 – Men inte om det gäller din dotter (knyts samman med romanerna om polisintendent Eva Johnsén-Tanguy)

### Romaner om Carl Hamilton och Erik Ponti (Firma Hamilton & Ponti)
- 2022 – Den som dödade helvetets änglar
- 2023 – Eventuellt uppsåt – att döda ortens gangsters
- 2024 – Anteckningar från aftonsången
- 2025 – Inte krig och inte fred

### Romaner om Arn Magnusson
- 1998 – Vägen till Jerusalem
- 1999 – Tempelriddaren
- 2000 – Riket vid vägens slut

Fristående fortsättning
- 2001 – Arvet efter Arn (Handlar om Birger jarl.)

### Romaner om polisintendent Eva Johnsén-Tanguy
- 2004 – Tjuvarnas marknad
- 2007 – Fienden inom oss
- 2008 – Men inte om det gäller din dotter (knyts samman med romanerna om Carl Hamilton)

### Romansviten Det stora århundradet
- 2011 – Brobyggarna
- 2012 – Dandy
- 2013 – Mellan rött och svart
- 2014 – Att inte vilja se
- 2015 – Blå stjärnan
- 2016 – Äkta amerikanska jeans
- 2017 – 1968[47]
- 2018 – De som dödar drömmar sover aldrig
- 2019 – Den andra dödssynden
- 2020 – Slutet på historien[48]

### Övriga romaner
- 1971 – Om kriget kommer
- 1974 – Det stora avslöjandet
- 1981 – Ondskan
- 1990 – Gudarnas berg (Guillous enda ungdomsbok)

### Andra böcker
- 1975 – Handbok för rättslösa
- 1976 – Journalistik 1967–1976
- 1977 – Irak – det nya Arabien (medförfattare Marina Stagh)
- 1979 – Artister. Intervjuer och porträtt (med fotografier av Jan Håkan Dahlström)
- 1979 – Reporter
- 1982 – Berättelser från det Nya Riket (medförfattare Göran Skytte)
- 1983 – Justitiemord. Fallet Keith Cederholm
- 1984 – Nya berättelser. Från Geijer till Rainer (medförfattare Göran Skytte)
- 1989 – Reporter (reviderad)
- 1990 – Åsikter
- 1990 – Stora machoboken (medförfattare Pär Lorentzon och Leif GW Persson)
- 1991 – Berättelser
- 1991 – Grabbarnas stora presentbok (medförfattare Pär Lorentzon och Leif GW Persson)
- 1992 – Grabbarnas kokbok (medförfattare Leif GW Persson)
- 1992 – På jakt efter spioner och scoop
- 1996 – Svenskarna, invandrarna och svartskallarna – mitt livs viktigaste reportage
- 1996 – Om jakt och jägare – Från Fagerhult till Sibirien (medförfattare Leif GW Persson)
- 2002 – Häxornas försvarare
- 2002 – I Arns fotspår (Faktabok om Arn av Dick Harrison, Lennart Utgren m.fl.; innehåller förord av Jan Guillou)
- 2003 – På jakt efter historien – spioner, reportage, riddare och häxor
- 2005 – Kolumnisten
- 2009 – Ordets makt och vanmakt
- 2021 – Att skriva i onda tider – Skriftställning 2005–2021[49]

## Film och TV

### Filmatiseringar och TV-bearbetningar av Guillous böcker
- 1989 – Täcknamn Coq Rouge (Hamilton spelad av  Stellan Skarsgård)
- 1989 – Förhöret (TV-film, Hamilton spelad av Stellan Skarsgård)
- 1990 – Fiendens fiende (TV-serie, Hamilton spelad av Peter Haber)
- 1992 – Den demokratiske terroristen (Hamilton spelad av Stellan Skarsgård)
- 1995 – Vendetta (film, Hamilton spelad av Stefan Sauk)
- 1995 – Vendetta (TV-serieversionen av filmen med samma namn, Hamilton spelad av Stefan Sauk)
- 1995 – Tribunal (Hamilton spelad av Stefan Sauk)
- 1998 – Hamilton (Hamilton spelad av Peter Stormare)
- 2001 – Hamilton (TV-serie) (Hamilton spelad av Peter Stormare)
- 2003 – Ondskan (baserad på Ondskan)
- 2007 – Arn – Tempelriddaren (baserad på Vägen till Jerusalem och Tempelriddaren)
- 2008 – Arn – Riket vid vägens slut (baserad på Riket vid vägens slut)
- 2012 – Hamilton – I nationens intresse (OBS! Ej baserad på I nationens intresse. Hamilton spelad av Mikael Persbrandt.)
- 2012 – Hamilton – Men inte om det gäller din dotter (baserad på Men inte om det gäller din dotter)
- 2023 – Ondskan (TV-serie) (TV-serie baserad på Ondskan)

### TV-pjäser och TV-serier efter manus av Guillou
- 1981 – Genombrottet (TV-film)
- 1984 – Vargen (TV-pjäs)
- 1994 – Den vite riddaren (TV-serie) – tillsammans med Leif GW Persson
- 1996 – Anna Holt (TV-serie) – tillsammans med Leif GW Persson
- 2003 – Talismanen (TV-serie) – tillsammans med Henning Mankell
- 2004 – Arns rike (TV-serie) – efter romanerna om tempelriddaren Arn Magnusson
- 2005 – Häxornas tid (TV-serie) – efter Häxornas försvarare

### Programledare i TV
- 1981 – Magazinet, SVT – samhällsprogram (1981–1984)
- 1985 – Rekordmagazinet, SVT – samhällsprogram (1985–1991)[50]
- 1990 – Grabbarna på Fagerhult, SVT – samhällsprogram i jaktmiljö tillsammans med Leif GW Persson.
- 1999 – Guillou på jakt, TV4 – TV-serie om jakt i fyra delar, tillsammans med Erik Fernström.
- 2012 – Guillou på jakt, TV4 – TV-serie om jakt i Afrika i två delar.

## Priser och utmärkelser
- 1984 – Stora Journalistpriset
- 1984 – Aftonbladets TV-pris
- 1988 – Bästa svenska kriminalroman (för I nationens intresse)
- 1990 – Prix France Culture (för bästa till franska översatta roman; för Ondskan)
- 1998 – Årets författare (SKTF)
- 2000 – Årets bok – Månadens boks litterära pris
- 2014 – Jan Myrdals stora pris – Leninpriset[51]
- 2016 – Axel Liffner-stipendiet